# Chetogena floridensis
Chetogena floridensis là một loài ruồi trong họ Tachinidae.